# میکا مولتاهاریو
میکا مولتاهاریو (فنلاندی: Miikka Multaharju؛ زادهٔ ۹ اکتبر ۱۹۷۷) بازیکن فوتبال اهل فنلاند بود.
از باشگاه‌هایی که در آن بازی کرده‌است می‌توان به باشگاه فوتبال هلسینکی، باشگاه فوتبال دنیزلی اسپور، باشگاه فوتبال فردریکستاد، و باشگاه فوتبال میپا اشاره کرد.
وی همچنین در تیم ملی فوتبال فنلاند بازی کرده‌است.